# Streetlife Serenade
Streetlife Serenade ist das dritte Studioalbum des US-amerikanischen Musikers Billy Joel. Es erschien im Oktober 1974 und war die zweite Zusammenarbeit des Künstlers mit dem Label Columbia Records.

## Veröffentlichung
Nach dem großen Erfolg des Vorgängers Piano Man wurde Streetlife Serenade am 11. Oktober 1974 veröffentlicht. Das Album konnte allerdings den Erfolg seines Vorgängers nicht wiederholen und erhielt zudem schlechtere Kritiken, was den Beginn eines gespannten Verhältnis zwischen Joel und den Kritikern bzw. der Musikindustrie einleitete. Die Kritik Joels am gesamten Geschäft wird im Stück The Entertainer deutlich, in dem sich der Musiker über die Gefühllosigkeit der Verantwortlichen im Bezug zum Schaffen und den Gefühlen der Künstler lustig macht. Joel zieht in diesem Lied auch direkten Bezug zur Veröffentlichung seiner Single Piano Man, die von den Verantwortlichen mit der Begründung, sie sei zu lang, vor dem Release gekürzt wurde:
„I am the entertainer, I’ve come to do my show. / You’ve heard my latest record, it’s been on the radio. / It took me years to write it, they were the best years of my life. / It was a beautiful song but it ran too long. / If you’re gonna have a hit you gotta make it fit. / So they cut it down to 3:05“
„Ich bin der Entertainer, ich kam um meine Show zu spielen. / Du hast mein neuestes Lied gehört, es lief im Radio. / Es hat Jahre gedauert, es zu schreiben, sie waren die besten Jahre meines Lebens. / Es war ein schönes Lied, aber es lief zu lang. / Und wenn du einen Hit landen willst, musst du ihn passend machen. / Also schnitten sie ihn auf 3:05 Minuten.“
Nach seiner Veröffentlichung als Single erreichte The Entertainer den 34. Platz in den US-amerikanischen Single-Charts.

## Titelliste
Alle Songs wurden von Billy Joel geschrieben.
1. Streetlife Serenader – 5:17
2. Los Angelenos – 3:41
3. The Great Suburban Showdown – 3:44
4. Root Beer Rag (instrumental) – 2:59
5. Roberta – 4:32
6. The Entertainer – 3:48
7. Last of the Big Time Spenders – 4:34
8. Weekend Song – 3:29
9. Souvenir – 2:00
10. The Mexican Connection (instrumental) – 3:37